# Daisuke Tomita
Daisuke Tomita (jap. 冨田 大介 Tomita Daisuke; ur. 24 kwietnia 1977) – japoński piłkarz występujący na pozycji obrońcy. Obecnie występuje w Tokushima Vortis.

## Kariera klubowa
Od 2000 roku występował w klubach Mito HollyHock, Omiya Ardija, Vissel Kobe, Ventforet Kofu i Tokushima Vortis.